# Galaxia espiral magallánica
Las galaxias espirales magallánicas son normalmente una clase de galaxias enanas clasificadas como Sm (y SAm, SBm o SABm). Solo tienen un brazo espiral y deben el nombre a su galaxia prototipo: la Gran Nube de Magallanes. La galaxia más brillante visible desde nuestra propia Galaxia Vía Láctea es la Gran Nube Magallánica (GNM). Visible predominantemente desde el Hemisferio Austral de la Tierra, la GNM es la segunda galaxia más cercana, vecina de la Pequeña Nube Magallánica, y una de las once galaxias enanas conocidas que orbitan nuestra Galaxia Vía Láctea. La GNM es una galaxia irregular compuesta de una franja de viejas estrellas rojas, nubes estrellas azules más jóvenes, y una región de formación de brillantes estrellas rojas en la parte superior de la imagen de arriba, llamada la Nebulosa de la Tarántula. La supernova más brillante de los tiempos modernos, la SN1987A, se encuentra en la GNM.

## Espirales magallánicas/División de tipos
Las galaxias SAm son una clase de galaxias espirales no barradas, las SBm son una clase de galaxias espirales barradas y finalmente las SABm son clases intermedias de las dos anteriores (galaxia espiral intermedia).
Las clases Sm e Im son galaxias irregulares, con algunas estructuras (tipo Irr-1). Las Sm suelen ser bastante asimétricas. dSm son galaxias enanas espirales, pero también pueden ser irregulares.
El grupo de las espirales magallánicas lo creó Gérard de Vaucouleurs.

## Clasificación y ejemplos
La siguiente tabla expresa ejemplos y los tipos de esta categoría:

### Espirales magallánicas normales
| Ejemplo del tipo        | Tipo  | Imagen de la galaxia |
| ----------------------- | ----- | -------------------- |
|                         | SAdm  |                      |
| NGC 5204                | SAm   |                      |
|                         | SABdm |                      |
| NGC 4625                | SABdm |                      |
|                         | SBdm  |                      |
| Gran Nube de Magallanes | SBm   |                      |
|                         | Sdm   |                      |
|                         | Sm    |                      |

### Espirales magallánicas enanas
La siguiente lista no indica ejemplos, pero sí los tipos de espirales magallánicas enanas:
- Tipo dSAdm
- Tipo dSAm
- Tipo dSABdm
- Tipo dSABm
- Tipo dSBdm
- Tipo dSBm
- Tipo dSdm
- Tipo dSm

## Lista del grupo/categoría
Una lista más ampliada de los ejemplos de cada tipo. Excepto las Nubes de Magallanes, las demás galaxias son del Nuevo Catálogo General

### Barradas (SBm)
- Gran Nube de Magallanes (galaxia principal o prototipo)
- Pequeña Nube de Magallanes
- NGC 1311[2]
- NGC 4618[3]
- NGC 4236[4]
- NGC 55
- NGC 4214
- NGC 3109

### Intermedias (SABm)
- NGC 4625
- NGC 5713

### No barradas (SAm)
- NGC 5204
- NGC 2552